# NITRO
NITRO（ニトロ）は、ホリプロが1999年に公開されたアニメ映画『逮捕しちゃうぞ the MOVIE』のために結成した、1か月間の期間限定音楽ユニットである。
なお、2000年12月にTBSにて同作品が放送された際、放送枠の都合でエンドロールのカットを含む再編集版が放送された。
メンバーは当時グラビアなどで活躍していた優香、吉井怜、堀越のり、唐沢美帆であった。1999年5月21日、新宿東映パラス2でのライブをもって解散。
なお優香はホリプロ所属だが、吉井はホリプロ系列会社のホリ・エージェンシー所属。唐沢はホリプロを離れ現在SCOOP MUSICの所属となり、TRUE名義でアニソン歌手としても活動中。堀越は結婚後暫くしてホリプロを退所し芸能界を引退。ちなみに現時点で全員が既婚者である。

## ディスコグラフィ
いずれもビクターエンタテインメント（現：JVCケンウッド・ビクターエンタテインメント）から発売
- シングル「CALLING」（1999年4月21日発売／VIDL-10426）

1. CALLING（作詞：前田たかひろ／作曲・編曲：原一博）
2. CALLING（GTS GROOVE THAT SOUL MIX）
3. CALLING（Instrumental）

## 映画
- 逮捕しちゃうぞ the MOVIE（アニメ）（1999年4月24日公開、東映）監督:西村純二、主題歌「CALLING」を担当 [2]

## ビデオ
- 「Time up」（1999年5月21日発売、ビクターエンタテインメント）

## 写真集
- So long - NITRO Postcard book（1999年6月10日、ぶんか社、撮影：尾形正茂）ISBN 978-4-8211-2286-8